# 贝伦海泽
贝伦海泽（荷蘭語：Bernheze）是荷蘭的一個市鎮，位於荷蘭南部，在行政區劃上屬於北布拉班特省。贝伦海泽設立於1994年，是由三個市鎮合併而成 。

## 外部連結
- 维基共享资源上的相關多媒體資源：贝伦海泽
- Official website（页面存档备份，存于）